# Saas-Fee
Saas-Fee is een gemeente en plaats in het Zwitserse kanton Wallis.
Het dorp is een bekende wintersportplaats met een skigebied aan de voet van het bergmassief Mischabel, waarvan de Dom (4545 m) de hoogste berg is. Rondom de plaats liggen 13 bergen die de 4000 meter overschrijden.
Boven het dorp ligt de Feegletscher die per kabeltrein, de Metro Alpin, bereikbaar is. Deze metro is vanuit het dorp te bereiken met een kabelbaan, de Alpin Express, die begint vlak bij de parkeergarage.
De gemeente Saas-Fee telt 1.563 inwoners (31 december 2018), meer dan 2000 hotelbedden en kan rond de 5700 gasten herbergen in chalets en vakantiehuizen.
Saas-Fee is vanuit Saas-Grund in het Saastal via een bochtige weg met de auto te bereiken of te voet via de in 1709 aangelegde "Kapellenweg" waarlangs 16 kapelletjes gebouwd zijn. De "grote kapel", Kapelle zur Hohen Stiege genoemd, ligt aan de top van de weg. Een andere benaming is zweetkapel, aangezien het beklimmen van de weg de nodige inspanning kost.
Een andere mogelijkheid om Saas-Fee te bereiken, is het Maultierpfad ("Ezelsweg"), een restant van het pad dat vroeger met muilezels werd bewandeld.
De laatste mogelijkheid om in het dorp te komen te raken, is de Waldweg (woudweg), die de verbinding maakt tussen Saas-Almagell en Saas-Fee. Door de milde stijging is deze route ook begaanbaar voor mindervalide mensen.
Het centrum van Saas-Fee is verkeersvrij; er rijden enkel elektrische wagentjes rond. Aan het begin van het dorp is parkeergelegenheid.
Vanaf 1983 is in Saas-Fee het "Saaser Museum" gevestigd. Het is gehuisvest in de oude pastorie en is gewijd aan de geschiedenis van het Saasdal. Zo zijn er kamers ingericht met originele gebruiksvoorwerpen uit het verleden en worden er traditionele kleding en foto's tentoongesteld.

## Geboren
- Matthias Zurbriggen (1856-1917), alpinist

## Trivia
- De clip van Last Christmas van de band Wham! is opgenomen in Saas-Fee.

## Externe links

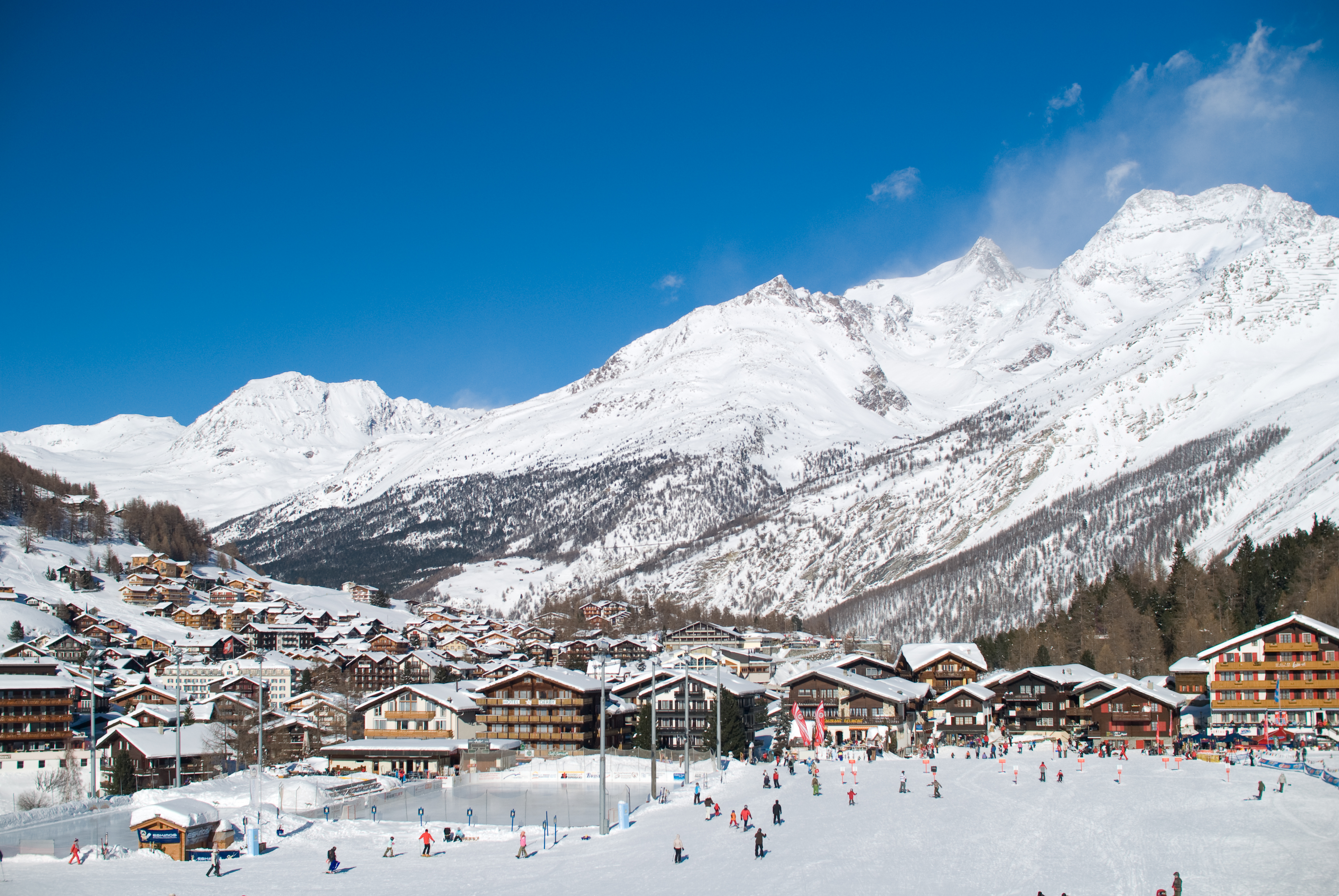
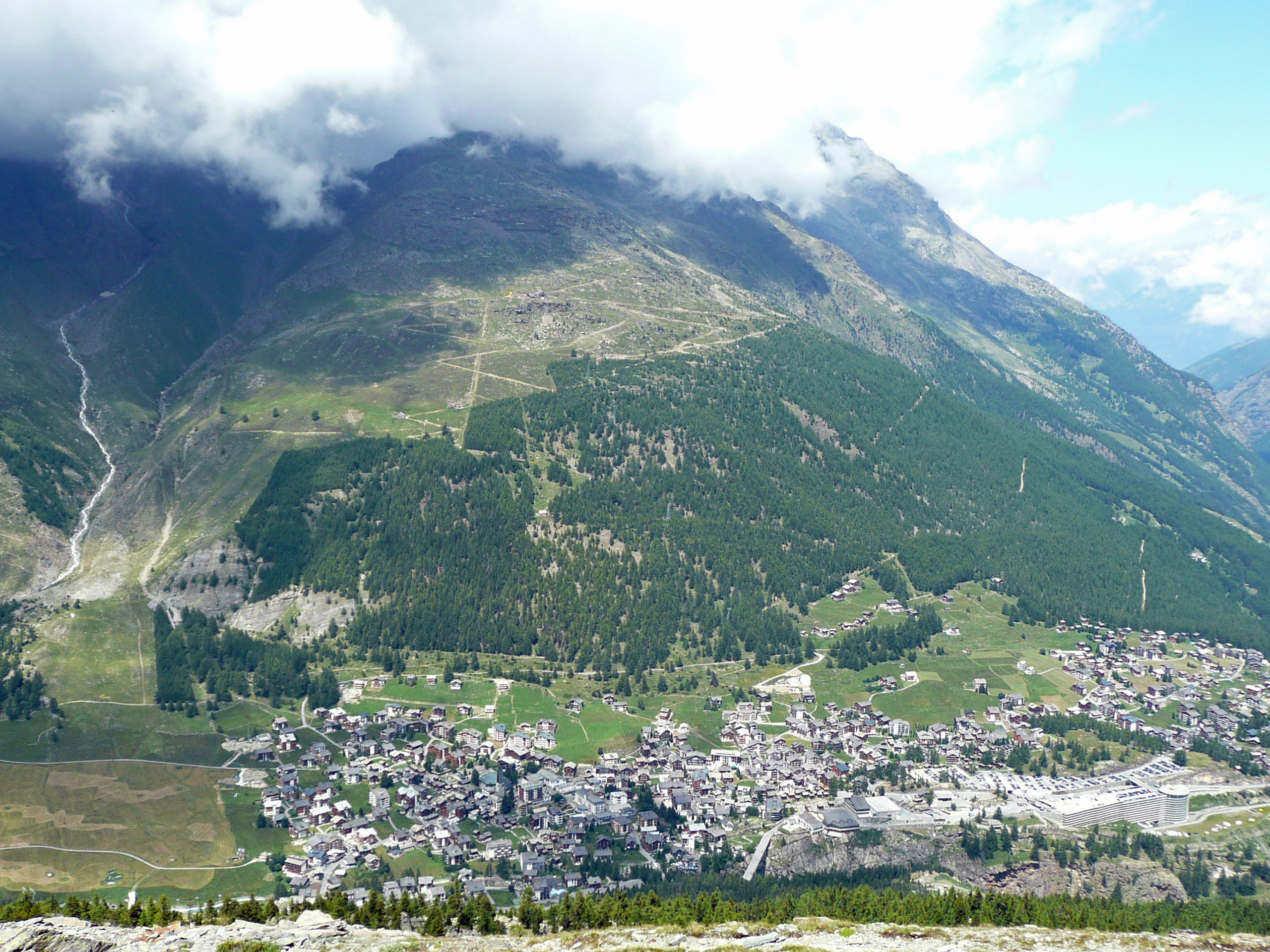